# Popowia bancana
Popowia bancana là một loài thực vật thuộc họ Annonaceae. Đây là loài bản địa đảo New Guinea.